# Jacques Sylla
Jacques Hugues Sylla (1946 - 26 de diciembre de 2009) fue primer ministro de Madagascar entre 2002, cuando fue nombrado para tal cargo por el presidente Marc Ravalomanana hasta el 19 de enero de 2007 cuando fue sucedido por Charles Rabemananjara.

## Biografía
Sylla nació en Analanjirofo, isla de Santa María, en la costa este de Madagascar. Fue hijo de Albert Sylla, ministro de Asuntos Exteriores del primer presidente de Madagascar, Philibert Tsiranana, hasta su muerte en un accidente aéreo en julio de 1967. Él mismo sirvió como ministro de Asuntos Exteriores desde 1993 hasta 1996, bajo la presidencia de Albert Zafy. Fue oponente del presidente Didier Ratsiraka y uno de los abogados que asesoraron a Marc Ravalomanana durante su elección como alcalde de Antananarivo en 1999. Sylla también fue uno de los fundadores de la sección Toamasina del Comité Nacional para la observación de las elecciones. 
Sylla apoyó a Ravalomanana en la crisis después de las elecciones presidenciales de diciembre de 2001 y abogó por el caso de Ravalomanana ante el Tribunal Superior Constitucional. El 26 de febrero de 2002, en medio de la crisis, Ravalomanana nombró a Sylla como primer ministro, unos días después de que Ravalomanana se declarara a sí mismo presidente. Después del juramento de Ravalomanana por segunda vez a principios de mayo, Sylla fue reelegido primer ministro el 9 de mayo.
Más tarde, en 2002, Sylla se convirtió en secretario general del partido gobernante, Tiako I Madagasikara (TIM). Esta fue la primera vez que fue miembro de un partido político. 
Sylla renunció como primer ministro el 19 de enero de 2007, al final del primer mandato de Ravalomanana; Su renuncia fue aceptada por Ravalomanana, quien nombró a Charles Rabemananjara como primer ministro el 20 de enero. 
En las elecciones parlamentarias de septiembre de 2007, Sylla se postuló como candidato para TIM en el distrito electoral de Sainte-Marie, ganando la votación con el 51.04% de los votos, según los resultados provisionales. Al comienzo de la nueva sesión de la Asamblea Nacional, Sylla fue elegido Presidente de la Asamblea Nacional el 23 de octubre de 2007; él era el único candidato y tuvo 123 votos emitidos entre los 124 diputados presentes, con una voz en blanco. 
Como Presidenta de la Asamblea Nacional, Sylla fue miembro de oficio del Buró Político Nacional del TIM y, por lo tanto, siguió siendo miembro del Buró Político en el Congreso del TIM en mayo de 2008. 
Sylla era católico, con doble nacionalidad malgache y francesa.

| Predecesor: Tantely Andrianarivo | Primer ministro de Madagascar 2002 - 2007 | Sucesor: Charles Rabemananjara |

- Datos: Q468825